# Будинок Васньова
Будинок Васньова — пам'ятка архітектури, перша чотириповерхова будівля в Луганську.

## Історія

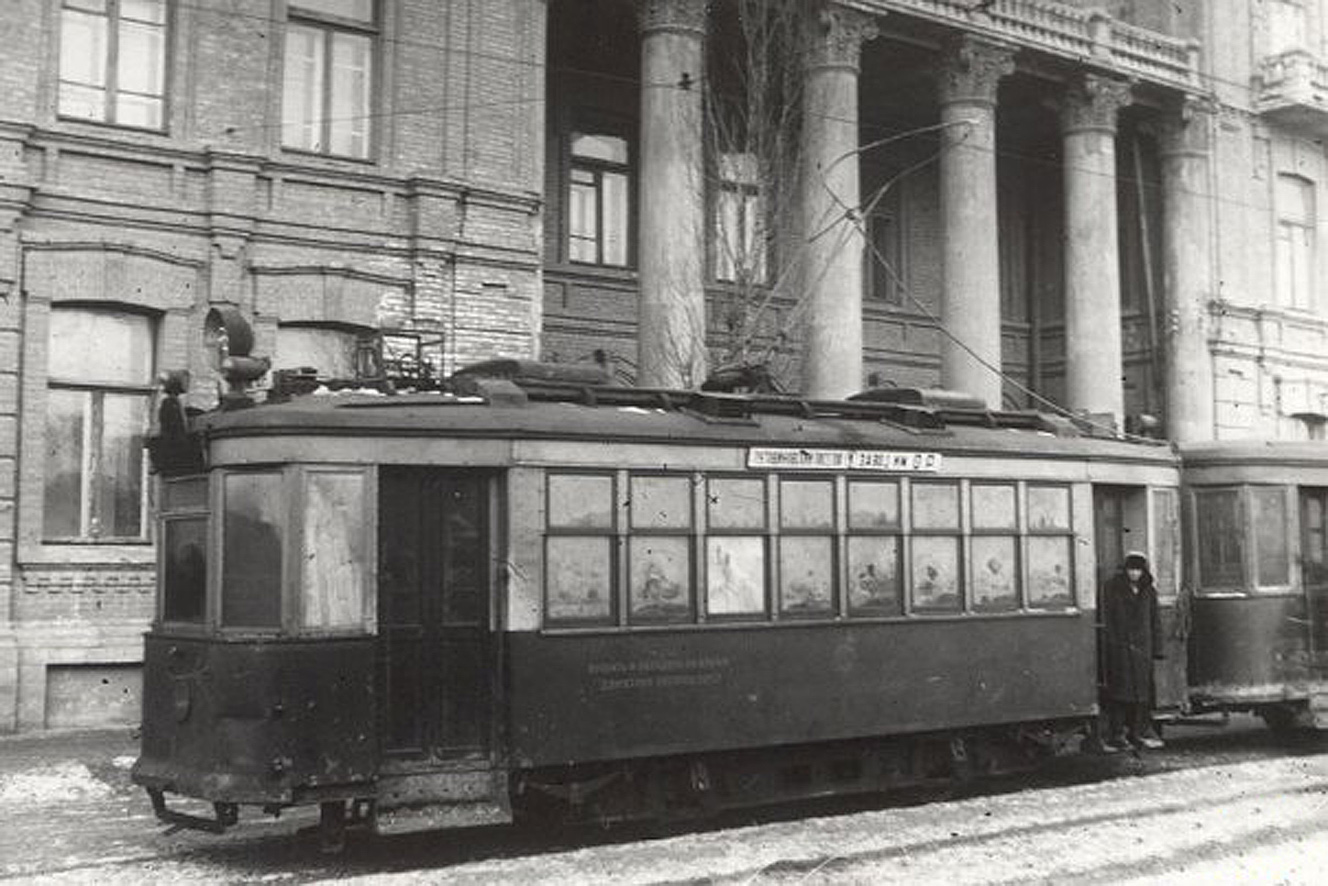
Луганський трамвай (вагон Х №4) біля Будинку Васньова, 1930-ті

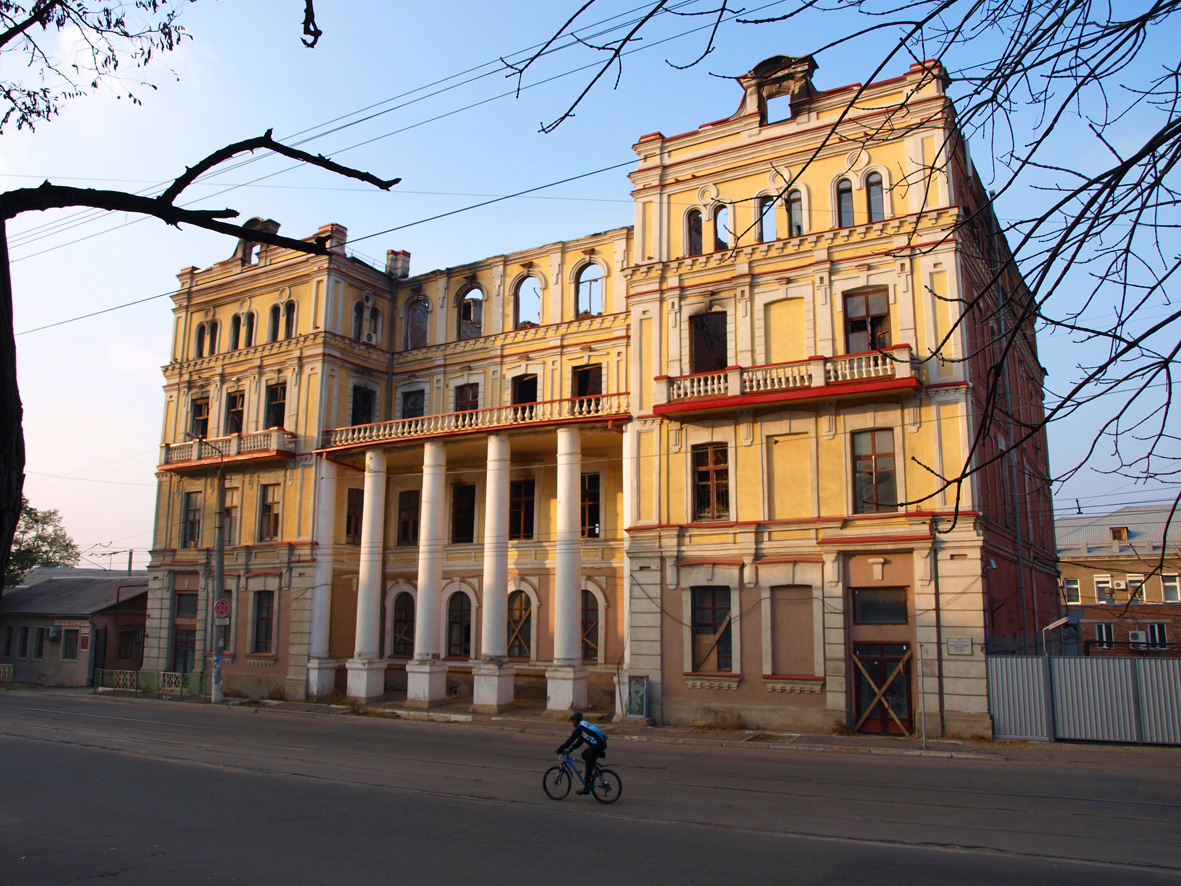
Будинок після пожежі

Особняк зведений на вул. Банковській (нині вул. Шевченка) на початку ХХ ст. на кошти купця 2-ї гільдії Сергія Васньова. У ній розташовувалося жіноче комерційне училище і чоловіча прогімназія.
Про купця ходили легенди, що, нібито, він розбагатів, знайшовши скарб. За іншим варіантом, вдало одружився. Після революції 1917 р. все його майно націоналізували більшовики, а колишня найбагатша людина Луганська стала безхатченком. Доживав свій вік у сторожці Казанської церкви, яку колись щедро спонсорував.
Будинок Васньова передали Донецькому інституту народної освіти, реорганізованому у 1934 р. у Луганський державний педагогічний інститут.
У 1930-ті рр. будинок набув лихої слави. У його приміщенні влаштовувалися органи НКВС. Одна із господарчих будівель була пристосована для катівні, у підвалах якої приводили вирок у виконання і конвеєром страчували «ворогів народу». За переказами старожилів, трупи звалювали на гарби і відвозили на Гусинівський цвинтар. У луганському обласному архіві збереглась кримінальна справа робітника, якого у 1937 р. засудили лише за те, що він подивився у бік цієї будівлі «контрреволюційним поглядом».
Після смерті Й. Сталіна тут сталася перша пожежа. Щоправда прибудована до неї катівня уціліла. Протягом наступних років жодна луганська установа не погоджувалася зайняти це приміщення, аж поки її не знесли.
У 1970 р. «Будинок Васньова» передали 7-й міській поліклініці заводу ім. Леніна. З 2004 р. велись ремонтні роботи.

## Пожежа 2011 року
17 лютого 2011 р. знову сталася пожежа. Будівля значно ушкоджена, залишилися тільки несні стіни.